# Rosa balcarica
Rosa balcarica es una especie de planta del género Rosa, de la familia Rosaceae.

## Taxonomía
Rosa balcarica fue descrita por Galushko en 1960.

## Distribución
Se encuentra en el territorio de Cáucaso septentrional.